# Lahoma (film)
Lahoma er en amerikansk stumfilm fra 1920 af Edgar Lewis.

## Medvirkende
- Peaches Jackson som Lahoma
- Louise Burnham
- Wade Boteler som Henry Gledware
- Lurline Lyons som Mrs. Gledware
- Jack Perrin som Will Compton
- Russell Simpson som 'Brick' Willock
- F.B. Phillips som Bill Atkins
- Will Jeffries som Red Feather
- Yvette Mitchell som Red Fawn
- Bert Lindley som Red Kimball
- Jack Carlyle som Kansas Kimball